# Cầu cạn Chương Hóa-Cao Hùng
Cầu cạn Chương Hóa-Cao Hùng (tiếng Trung: 彰化－高雄高架橋) là một trong những cây cầu dài nhất thế giới. Cây cầu đóng vai trò là cầu cạn và là một phần của tuyến đường sắt thuộc Đường sắt cao tốc Đài Loan. Hơn 200 triệu hành khách đã di chuyển qua đây vào tháng 12 năm 2012.
Ga THSR Chương Hóa, Văn Lâm, Gia Nghĩa, Đài Nam được xây dọc theo cầu cạn này.

## Vị trí
Cầu bắt đầu từ Núi Bát Quái (八卦山) ở Chương Hóa đến Tả Doanh ở Cao Hùng.

## Thiết kế
Hoàn thành vào năm 2007, cây cầu dài 157,317 km (516,132 ft) hoặc 97.8 dặm. Đường sắt được xây dựng trên cầu cạn này và được thiết kế chống động đất cho phép tàu dừng an toàn khi xảy ra địa chấn và có thể sửa chữa hư hỏng sau động đất.